# Paratalanta cultralis
Paratalanta cultralis là một loài bướm đêm trong họ Crambidae.